# Kolia (Costa d'Avorio)
Kolia è una città, sottoprefettura e comune della Costa d'Avorio, situata nel dipartimento di Kouto. Conta una popolazione di 24 848 abitanti (censimento 2014).